# Gymnothorax isingteena
Gymnothorax isingteena es una especie de pez de la familia de los morénidas en el orden de los Anguilliformes.

## Morfología
Los machos pueden llegar a alcanzar los 180 cm de longitud total.

## Distribución geográfica
Se encuentra desde Mauricio y Comoras hasta el oeste del Pacífico.